# Fórmula de Landau-Zener

Cruzamento evitado mostrando o perfil dos valores próprios de um hamiltoniano de um sistema de dois níveis em função de uma coordenada z. Os valores próprios (energia dos estados adiabáticos) seguem um perfil hiperbólico, em que a energia dos estados diabáticos são assímptotas com uma evolução linear em z.

A fórmula de Landau–Zener é uma expressão matemática para a probabilidade de transição entre dois níveis de energia numa situação de cruzamento evitado. Corresponde a uma solução analítica das equações de movimento que regem a dinâmica de um sistema mecânico quântico de 2-níveis de energia, com um hamiltoniano dependente do tempo variando de tal forma que a separação de energia dos dois estados (diabáticos) é uma função linear do tempo, e o acoplamento entre esses dois estados é constante. A fórmula foi publicada separadamente por Lev Landau, Clarence Zener, Ernst Stueckelberg, e Ettore Majorana, em 1932.

## Fórmula de Landau-Zener
A fórmula de Landau-Zener tem tido um papel central na descrição de efeitos não-adiabáticos (envolvendo mais do que um estado electrónico) em colisões atómicas e moleculares
 em particular, e efeitos não-adiabáticos na química e física molecular em geral.
Neste contexto, considera-se que o sistema se move com uma velocidade constante v e que a variação ao longo da coordenada z dos níveis de energia do sistema é uma hipérbole. A probabilidade de um sistema que começa num dos níveis de energia terminar no outro nível de energia depois de atravessar o centro da hipérbole em zc, em que o intervalo
que separa os dois níveis de energia é menor, é dada pela fórmula de Landau-Zener
{\displaystyle p_{LZ}=exp\left(-{\frac {\pi ^{2}\Delta V^{2}}{h\Delta Fv}}\right)},
em que ΔV é a diferença energética dos dois níveis no ponto zc, ΔF é a diferença do declive das assimptotas da hipérbole e h é a constante de Planck.
A fórmula de Landau-Zener fornece resultados razoáveis quando a energia cinética do sistema é elevada, mas sobretudo é um modelo paradigmático para racionalizar efeitos não-adiabáticos.

## Fórmula de Stueckelberg

Numa colisão atómica ou molecular os sistema atravessa a região de interacção duas vezes.

Numa colisão atómica ou molecular, o sistema atravessa por duas vezes a região zc em que a energia dos dois níveis se aproxima. A probabilidade de um sistema que se encontra num determinado nível de energia antes da colisão e terminar num outro após a colisão, foi determinada por Stueckelberg 
{\displaystyle p_{S}=4p_{LZ}(1-p_{LZ})\sin ^{2}(\Phi +\varphi )},
em que pLZ é a probabilidade de transição numa passagem dada pela fórmula da Landau-Zener, Φ é a diferença de fases acumulada pela função de onda do sistema entre as duas passagens por zc, e φ é uma fase dinâmica que tende para φ=π/4 no limite de velocidades elevadas.